# Tadeusz Dec
Tadeusz Dec (ur. 10 listopada 1942 w Rakszawie, zm. 12 stycznia 2017 w Przemyślu) – polski działacz partyjny i państwowy, inżynier rolnictwa, były szef Powiatowej Rady Narodowej w Lubaczowie i naczelnik powiatu lubaczowskiego, w latach 1975–1987 wicewojewoda przemyski.

## Życiorys
Syn Piotra i Marii. Ukończył Liceum Ogólnokształcące w Lubaczowie i studia inżynierskie w Wyższej Szkole Rolniczej w Lublinie. Od 1961 do 1964 odbywał przeszkolenie wojskowe w Ciechanowie i w Wyższej Szkole Oficerskiej Wojsk Rakietowych i Artylerii, uzyskał rangę podpułkownika i kapitana rezerwy. W latach 1958–1966 należał do Związku Młodzieży Socjalistycznej, w 1962 wstąpił do Zjednoczonego Stronnictwa Ludowego. Od 1966 do 1968 kierownik w oddziale Rzeszowskiego Przedsiębiorstwa Nasiennego „Centrala Nasienna” w Oleszycach, potem do 1970 był inspektorem i kierownikiem w Powiatowej Stacji Kwarantanny i Ochrony Roślin w Lubaczowie.
Od 1970 działał jako kierownik Wydziału Rolnictwa i Leśnictwa przy Prezydium Powiatowej Radzie Narodowej w Lubaczowie. Od 1 lipca 1972 do 15 grudnia 1973 kierował prezydium PRN, następnie od 16 grudnia 1973 do 31 maja 1975 pozostawał naczelnikiem powiatu lubaczowskiego. Jednocześnie działał w strukturach partyjnych, zajmował stanowiska wiceprezesa Powiatowego Komitetu w Lubaczowie (1972–1975) i członka Wojewódzkiego Komitetu ZSL w Rzeszowie (1970–1975), a od 1975 do 1987 pozostawał zastępcą szefa WK ZSL w Przemyślu. Od 1 czerwca 1975 do stycznia 1987 pełnił funkcję wicewojewody przemyskiego. Następnie od 1987 do 1989 kierował wojewódzkimi strukturami ZSL, dodatkowo od 1988 do 1989 był zastępcą członka Naczelnego Komitetu ZSL.
Później pracował w Państwowym Przedsiębiorstwie Handlu i Usług oraz jako szef działu firmy ochroniarskiej. Został również działaczem Związku Żołnierzy Wojska Polskiego w Przemyślu, kierował rejonowym biurem tej organizacji; należał też do Związku Kombatantów RP i Byłych Więźniów Politycznych. Odznaczony medalami ZŻWP.